# Esther Eugenie Klee-Rawidowicz
Esther Eugenie Klee-Rawidowicz (* 14. März 1900 in Bonn; † 19. November 1980 in Waltham, USA) war eine deutsche Biologin.

## Leben und Tätigkeit
Eugenie Klee war eine Tochter des Rechtsanwaltes und Zionisten Alfred Klee und seiner Frau Teresa Klee, geb. Stargardt. Ihre jüngere Schwester war Ruth Klee, die mit Hans Goslar, dem langjährigen Pressechef der preußischen Staatsregierung verheiratet war. Der Vater starb 1943 im KZ Westerborg, während die Mutter und der Schwager im Frühjahr 1945, kurz vor der Befreiung dieses Lagers durch die Alliierten, im KZ Bergen-Belsen ums Leben kamen. Eine ihrer beiden Nichten ist Hannah Pick-Goslar, die die beste Freundin von Anne Frank war und durch die Veröffentlichung von Annes Tagebuch bekannt wurde. Ihr Bruder Hans Klee (1906–1959) konnte sich in die Schweiz retten. 
Klee studierte Biologie und erwarb einen Doktortitel auf diesem Gebiet. Seit 1926 war sie verheiratet mit dem Philosophen Simon Rawidowicz, dessen Namen sie als Teil eines Doppelnamens annahm. Aus der Ehe ging ein Sohn hervor, der Autor Benjamin C. I. Ravid.
Von 1925 bis 1927 war Klee-Rawidowicz als Assistentin an Rhoda Erdmanns Institut für Experimentelle Zellforschung der Berliner Universität beschäftigt. Anschließend war sie bis 1933 als Leiterin des Labors für Gewebezüchtung am Institut für Krebsforschung der Berliner Universität bei dem Krebsforscher Ferdinand Blumenthal tätig. Der Schwerpunkt ihrer  Arbeit lag in der Erforschung von Krebsgewebekulturen; aus diesem Gebiet legte sie verschiedene Veröffentlichungen vor. 
Nach dem Machtantritt der Nationalsozialisten emigrierte Klee-Rawidowicz gemeinsam mit ihrem Mann nach England. Am 28. März 1933 hatte sie von der Charité-Direktion die Kündigung ihres Beschäftigungsverhältnisses erhalten. 1934 erhielt sie eine Anstellung als Researcher am King’s College der Universität London. 1948 übersiedelte die Familie in die USA. 
In Deutschland wurde Klee-Rawidowicz, wie ihr Ehemann, im Frühjahr 1940 vom Reichssicherheitshauptamt auf die Sonderfahndungsliste G.B. gesetzt, ein Verzeichnis von Personen, die im Falle einer erfolgreichen Invasion und Besetzung der britischen Insel durch die deutsche Wehrmacht automatisch und vorrangig von Sonderkommandos der SS ausfindig gemacht und verhaftet werden sollten.

## Schriften
- Untersuchungen über die Genese der Blutmakrophagen und verwandten Zellformen und ihr Verhalten in der in vitro-Kultur I. Mitteilung. Normales und leukämisches Menschenblut. In: Z Krebsforsch, 1928, 27: 167–194. (mit Hans Hirschfeld)
- Zur Frage der "mitogenetischen" Induktion von Warmblütlerzellen, in: Z Krebsforsch, 1931; 34: 518 - 528 (zusammen mit Arthur Lasnitzky)
- Kaltblütler-Gewebe in der Gewebekultur (= Abderhaldens Handbuch der biologischen Arbeitsmethoden, Abteilung 5, Teil 1), Berlin 1927 (zusammen mit Rhoda Erdmann)
- Cytologische Untersuchungen am Sarkomgewebe in der in vitro Kultur. Z Krebsforsch 1929; 30: 406-427 (mit Hans Hirschfeld)
- Die Frage spezifischer morphologischer Merkmale der Tumorzelle, untersucht an Schnittpräparaten und an in vitro Kulturen. Z Krebsforsch 1930; 32: 139–145 (mit Hans Hirschfeld)
- Erzeugung von bösartigen Geschwülsten durch Übertragung vom Embryonalgewebe, in: Deutsche Medizinische Wochenschrift Nr. 58, 1932, S. 1439–1440.
- Experimentelle Erzeugung von bösartigen Mäusetumoren durch Übertragung von Embryonalzellen auf geteerte Tiere, in: Zeitschrift für Krebsforschung 1932; 39: 35–51.
- Wachstum und Zuckerverbrauch von Gewebekulturen. Vhlg Gesell Verdauungs Stoffwechselkr, Xi. Tagung in Wien 1932, Leipzig 1933, 153-155 (mit Martin Goldner)